# Ethambutol/isoniazid
Ethambutol / isoniazid là một loại thuốc dùng để điều trị bệnh lao. Đây là sự kết hợp liều cố định của ethambutol và isoniazid. Nó được sử dụng cùng với các loại thuốc chống nhiễm trùng khác. Nó được uống qua đường miệng.
Tác dụng phụ là tác dụng phụ của những thuốc thành phần. Các tác dụng phụ phổ biến hơn bao gồm phối hợp kém, tê chồn và các vấn đề về gan. Vấn đề về gan có thể nghiêm trọng và có nhiều khả năng ở những người trên 50 tuổi. Không nên sử dụng cho trẻ em. Không rõ liệu sử dụng trong thai kỳ có an toàn cho em bé hay không.
Thuốc này nằm trong Danh sách các loại thuốc thiết yếu của Tổ chức Y tế Thế giới, loại thuốc hiệu quả và an toàn nhất cần có trong hệ thống y tế. Chi phí bán buôn ở các nước đang phát triển là khoảng 1,47 đến 1,99 USD mỗi tháng. Sản phẩm kết hợp không có sẵn ở Canada hoặc Hoa Kỳ.